# Zygris
Zygris (en griego: Ζυγρίς; gentilicio: Zygritae, Ζυγρῖται) era una pequeña ciudad en la provincia romana de Marmarica, una provincia también conocida como Libia Inferior. Fue en la parte oriental de esta región, que algunos geógrafos consideraron un área separada, llamada Libycus Nomus, distinta de Marmarica y Aegyptus.
Puede haber estado ubicado en Zaviet-El-Chammas en el Egipto moderno. La Enciclopedia de Diderot dio a Solonet como su nombre moderno. Ptolomeo la describe como solo una villa.
Un antiguo guía de navegación, el Stadiasmus Maris Magni, dice que había en Zygris un islote en el que era posible atracar y encontrar agua en la orilla.

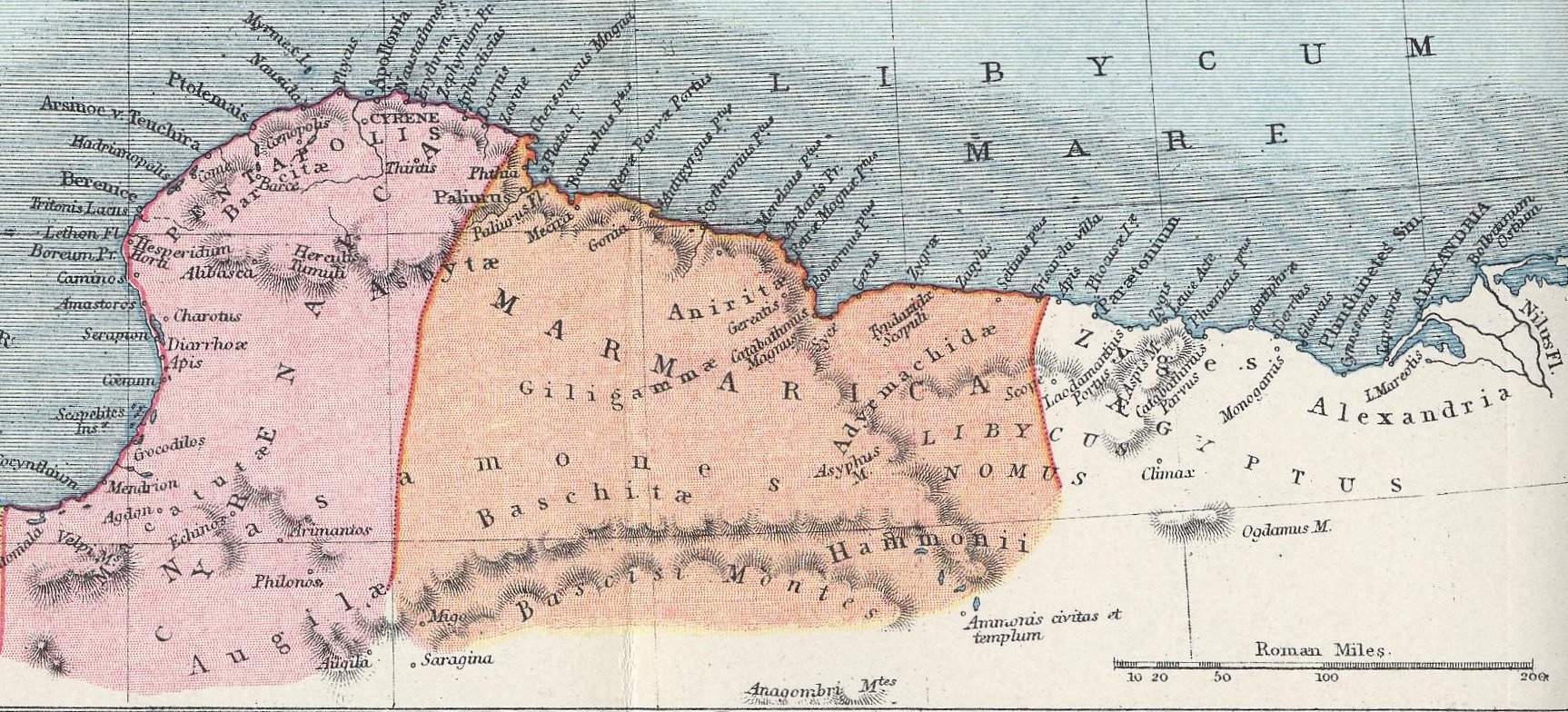
Mapa de Cirenaica y Marmarica en la época romana mostrando Zygris. (Samuel Butler, 1907)

Aunque Zygris era solo una aldea, tuvo su propio obispo desde una fecha temprana.
El obispado era sufragáneo de la sede metropolitana de Darnis, la capital de la provincia romana. Sin embargo, la autoridad extraprovincial ejercida por el obispo de Alejandría no solo sobre Egipto sino también sobre Libia (como se reconoció en el Primer Concilio de Nicea) significó que Zygris también estaba sujeto directamente a la sede de Alejandría.
Marcus, obispo de Zygris, asistió a un sínodo convocado por Atanasio de Alejandría en 362 bajo Juliano el Apóstata. Lucius participó en el Concilio de Éfeso en 349, un registro del cual se leyó en el Concilio de Calcedonia en 451.
Ya no es un obispado residencial; Zygris está hoy catalogado por la Iglesia Católica como sede titular.